# Impedancja wejściowa
Impedancja wejściowa Zwe w modelu układu elektronicznego jako czwórnika – stosunek napięcia wejściowego do prądu wejściowego układu, liczony przy wyłączonych autonomicznych źródłach napięciowych i prądowych, wyrażony w omach.
{\displaystyle Z_{we}={\frac {U_{we}}{I_{we}}}}